# Valva
Valva est une commune de la province de Salerne, dans la région Campanie, en Italie.

## Administration
| Période                                  | Période  | Identité            | Étiquette | Qualité |
| ---------------------------------------- | -------- | ------------------- | --------- | ------- |
| 18 mai 2011                              | En cours | Francesco Marciello |           |         |
| Les données manquantes sont à compléter. |          |                     |           |         |

### Communes limitrophes
Calabritto, Caposele, Colliano, Laviano, Oliveto Citra, Senerchia.